# Kopnena vojska Crne Gore
L'esercito del Montenegro (in montenegrino: Kopnena vojska Crne Gore) è la componente terrestre delle Forze Armate del Montenegro delle quali impiega circa la metà dei 2368 effettivi. Fondato nel 1879 e ricostituito nel 2006, dopo lo scioglimento della Unione Statale di Serbia e Montenegro, è attualmente formato solo da volontari in quanto la coscrizione obbligatoria è stata abolita contestualmente alla dichiarazione di indipendenza montenegrina. Il suo compito principale è la difesa del territorio montenegrino, sebbene alcune decine di militari abbiano partecipato a varie missioni di Peacekeeping.

## Organizzazione attuale
L'esercito del Montenegro è attualmente strutturato su un battaglione di fanteria articolato su:
- Compagnia comando
- 1ª Compagnia di fanteria (fanteria motorizzata)
- 2ª Compagnia di fanteria (fanteria motorizzata)
- 3ª Compagnia di fanteria (fanteria da montagna)
- 4ª Compagnia di fanteria (fanteria motorizzata)
- Compagnia di artiglieria
- Compagnia genio
- Plotone difesa NBC
- Plotone comunicazioni

## Basi
- Base Milovan Šaranović (Danilovgrad)
- Base 13 jul (Nikšić)
- Base V. K. Volođa (Pljevlja)
- Base Breza (Kolašin)
- Base Masline (Podgorica) - in corso lavori di adeguamento
- Base Nova lokacija (Andrijevica) - in costruzione

## Equipaggiamento
| Veicolo                 | Origine             | Tipo                             | In servizio         | Note | Immagine            |
| Veicoli controcarro     | Veicoli controcarro | Veicoli controcarro              | Veicoli controcarro | Veicoli controcarro | Veicoli controcarro |
| ----------------------- | ------------------- | -------------------------------- | ------------------- | --- | ------------------- |
| BOV M-83 Polo           | Jugoslavia          | Veicolo blindato controcarro     | 9                   | Armato con 6 missili controcarro 9M14-2/AT3 Maljutka |                     |
| Veicoli per la fanteria |                     |                                  |                     | |                     |
| BOV M-86                | Jugoslavia          | Veicolo blindato per la fanteria | 6                   | |                     |
| RMMV Survivor R         | Germania Austria    | Veicolo da ricognizione          | 4                   | In servizio con le forze speciali montenegrine. È stato pianificato ma non ancora finanziato l'acquisto di ulteriori 26 mezzi |                     |
| Enok                    | Germania            | Veicolo da ricognizione          | 6                   | Donati dalla Germania nel 2018 |                     |
| Humvee                  | Stati Uniti         | Veicolo da ricognizione          | 20-25               | Donati dagli USA nel 2018, attualmente in consegna |                     |
| Mašan                   | Montenegro          | Veicolo da ricognizione          | 1 (?)               | Primo veicolo da ricognizione montenegrino di produzione nazionale, armato con una mitragliatrice Zastava M84. Può ospitare una squadra di 4 soldati. Attualmente il prototipo è in fase di valutazione da parte delle forze armate montenegrine. |                     |
| Cobra                   | Turchia             | Veicolo da ricognizione          | 1                   | Equipaggiato per la difesa NBC |                     |
| Artiglieria             |                     |                                  |                     | |                     |
| M-94 Plamen             | Jugoslavia          | Lanciarazzi multiplo             | 18                  | Armati con 32 razzi da 128mm Plamen-A e Plamen-B (gittata 8.600 m) o Plamen-D (gittata 12.600 m) |                     |
| 122 mm D-30             | Unione Sovietica    | Obice                            | 12                  | |                     |